# Успение Богородично (Бождово)
Вижте пояснителната страница за други значения на Успение Богородично.
„Успение Богородично“ е възрожденска църква в светиврачкото село Бождово, България, част от Неврокопската епархия на Българската православна църква. Обявена е за паметник на културата.

## Архитектура
Църквата е построена през 1859 година. В архитектурно отношение представлява трикорабна псевдобазилика, изградена от камъни, с трем на западната страна. В интериора централният кораб е засводен и изписан, като на свода е Христос Вседържител с вероятен автор Лазар Аргиров. Страничните кораби са с апликирани дървени тавани. Иконостасът има резба по царските двери и венчилката. Изписан е от зографи от Мелнишкото художествено средище. Частично резбовани и изписани са и владишкият трон, амвонът, проскинитарият и балдахина. Иконите са от втората половина на XIX век. Част от тях са дело на мелнишкия зогарф Яков Николай.